# Adolf Buchholz (Wasserbauingenieur)

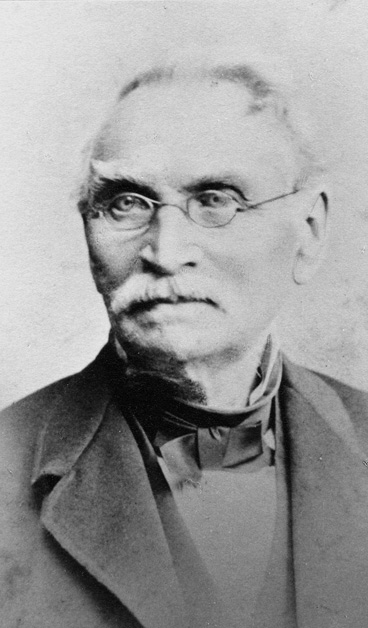
Adolf Buchholz

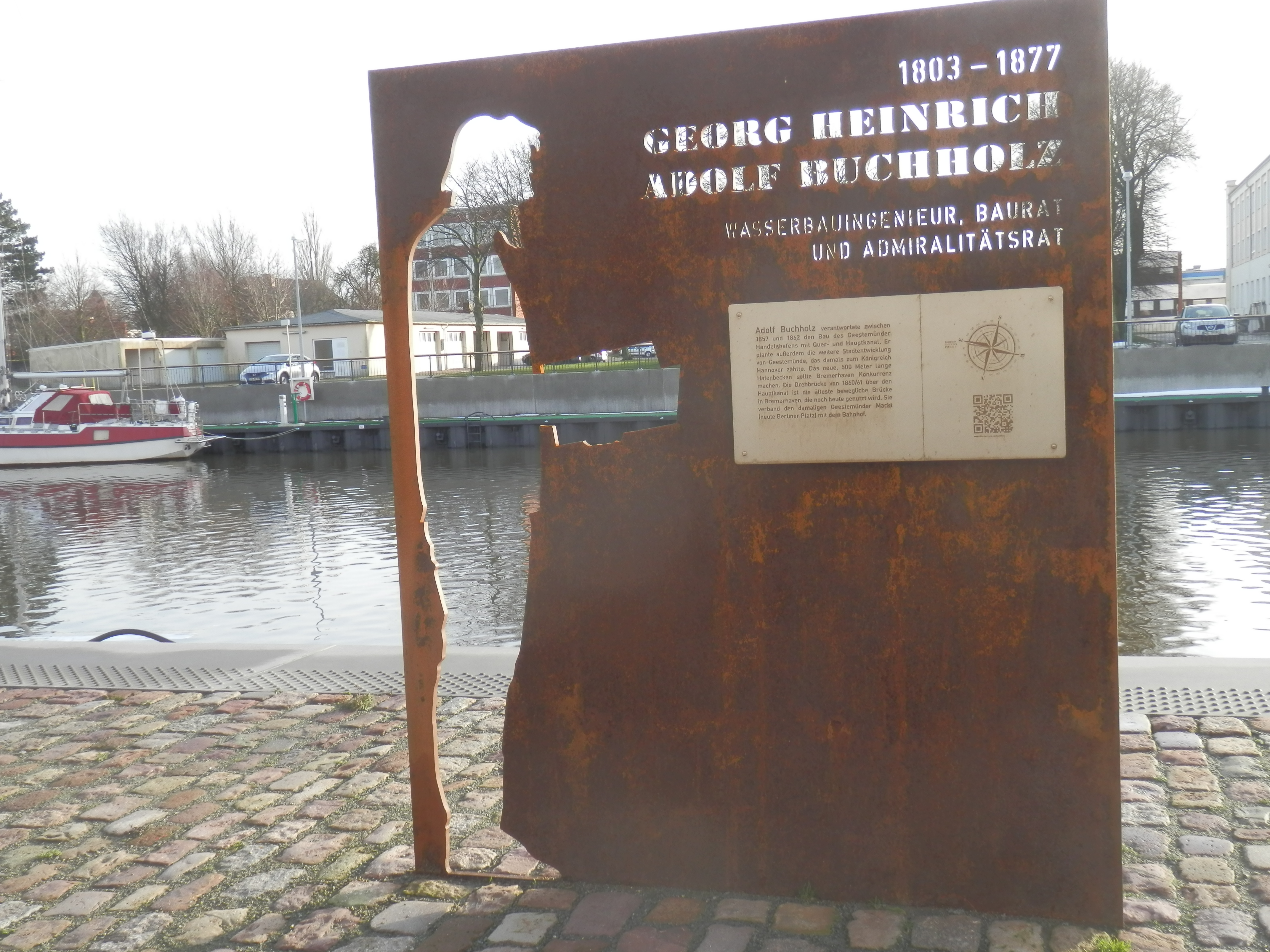
Buchholz-Stele auf der Forschermeile (2015)

Georg Heinrich Adolf Buchholz (* 13. Dezember 1803 in Hameln; † 15. Juli 1877 in Berlin) war ein deutscher Wasserbauingenieur, der als königlich hannoverscher und später als königlich preußischer Baubeamter in der staatlichen Bauverwaltung arbeitete.

## Leben
Buchholz’ Eltern waren Henning Buchholz (1760–1842) und Maria Christina Dorothea Buchholz geb. Moehle.
Buchholz trat als Eleve beim Hamelner Wasserbaudirektor Richard Adolph Dammert ein. An der Georg-August-Universität Göttingen nahm er ein mehrjähriges Studium allgemeiner Fächer auf, denn seinerzeit war es noch nicht möglich, technische Fächer auf besonderen Hochschulen zu studieren.
Am 11. Juni 1827 wurde er von der königlich hannoverschen Generaldirektion des Wasserbaus angestellt. Um 1835 war er als Leiter der Wasserbauinspektion Oberweser in Hameln beteiligt am Ausbau der Weser und dem Bau der Hamelner Westbahn. Er entwarf den im Jahr 1843 errichteten Georgenturm auf dem Klüt.
Um 1847 wurde er Wasserbauinspektor in Emden. Hier leitete er Deich- und Schleusenarbeiten und die Erweiterung der Hafenanlage. 1847 heiratete er Katharina Magdalena Oltmanns, die Tochter eines Emder Rechtsanwalts.
Er wurde Wasserbaudirektor mit dem Titel Baurat und mit dem umfangreichen Projekt des Geestemünder Handelshafens betraut, einer kombinierten Eisenbahn- und Hafenanlage im Ressort der Eisenbahn-Generaldirektion (vgl. Bahnhof Geestemünde). Buchholz oblag die Gesamtverantwortung, Planung und technische Ausführung. 1859 entwarf er den Plan Seehafen Geestemünde, wozu auch der 1860/1861 entstandene Entwurf der Drehbrücke über den Geestemünder Hauptkanal zählte. Im Juni 1862 fand die offizielle Eröffnung von Eisenbahn und Bahnhof und im Juli 1863 die des Hafens statt.
Buchholz arbeitete danach wieder in Hannover für die Generaldirektion des Wasserbaus. In preußischer Zeit betreute er als Oberbaurat verschiedene Bauvorhaben wie 1868–1870 die Planung und Leitung der Weserschleuse in Hameln. Als Geheimer Admiralitätsrat wurde er dann nach Berlin berufen, um an der Planung der Reichskriegshäfen in Kiel und Wilhelmshaven mitzuarbeiten.

## Schriften
- Der Hafenbau zu Geestemünde. In: Zeitschrift des Architecten- und Ingenieur-Vereins für das Königreich Hannover, 11. Jahrgang 1865, S. 45 ff. (in mehreren Teilen; Vorschau auf Google Bücher)

## Oltmann Buchholz

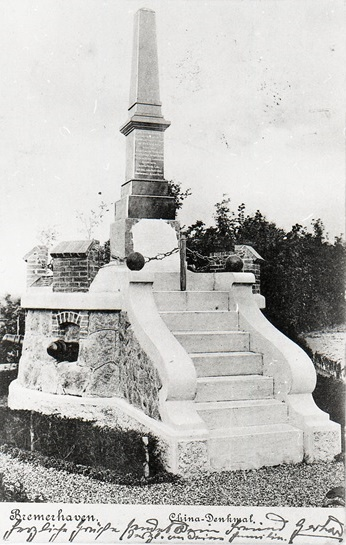
China-Denkmal in Wulsdorf

Buchholz’ einziger Sohn war Oltmann Buchholz, der am 27. März 1862 in Geestemünde zur Welt kam. Er nahm als Korvettenkapitän und Erster Offizier der Kaiserin Augusta an der Seymour-Expedition zur Niederschlagung des Boxeraufstands teil. Im Chiku-Arsenal vor Tientsin erhielt er am 22. Juni 1900 einen Herzschuss. Er wurde vor Ort und später in Berlin mit militärischen Ehren beigesetzt. Am 8. Mai 1913 legte der Verein ehemaliger Ostasiaten und Afrikaner am Chinadenkmal auf dem Bremerhavener Friedhof in Wulsdorf einen Kranz nieder.